# Adtranz Incentro

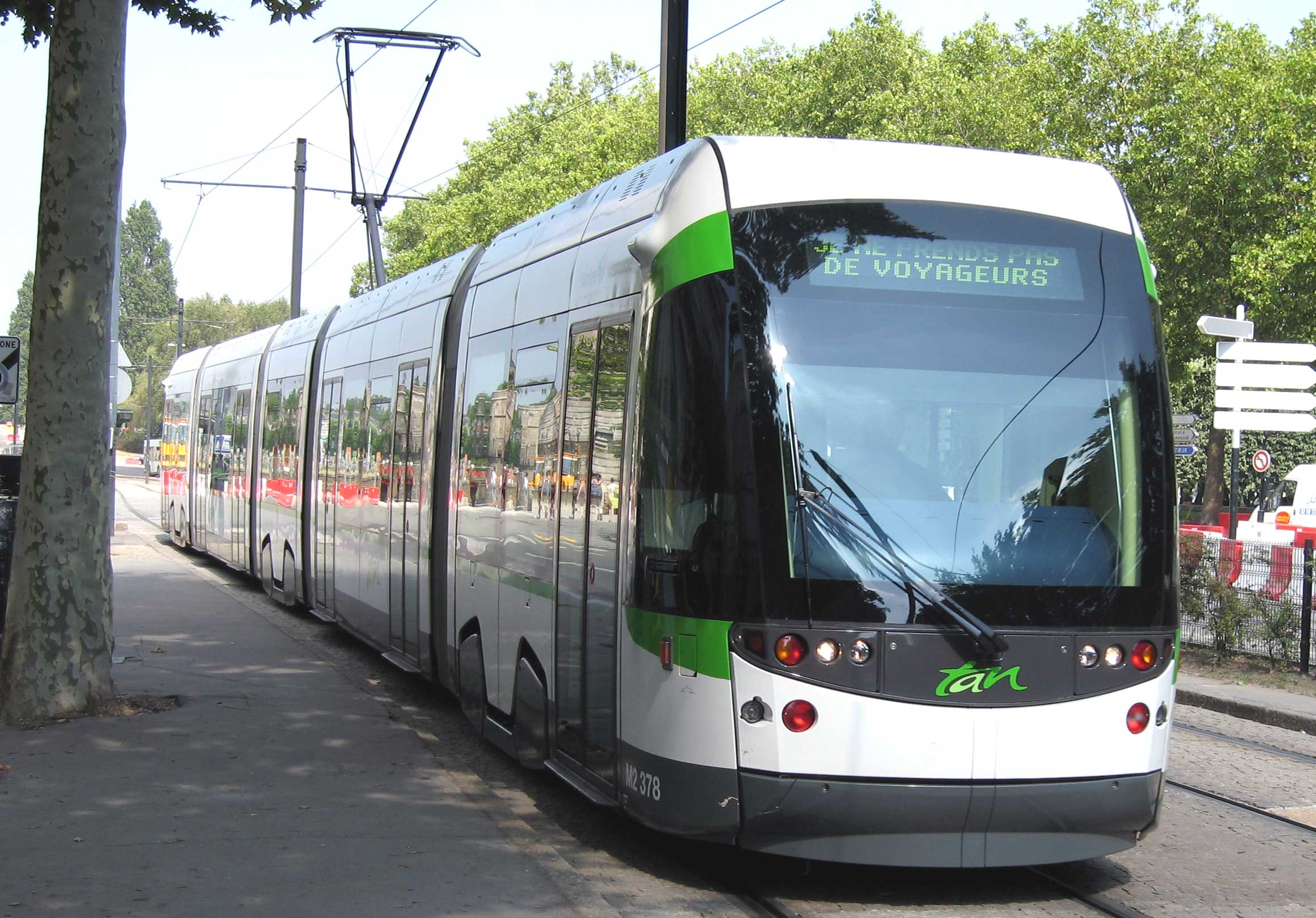
Incentro auf Fahrt in Nantes

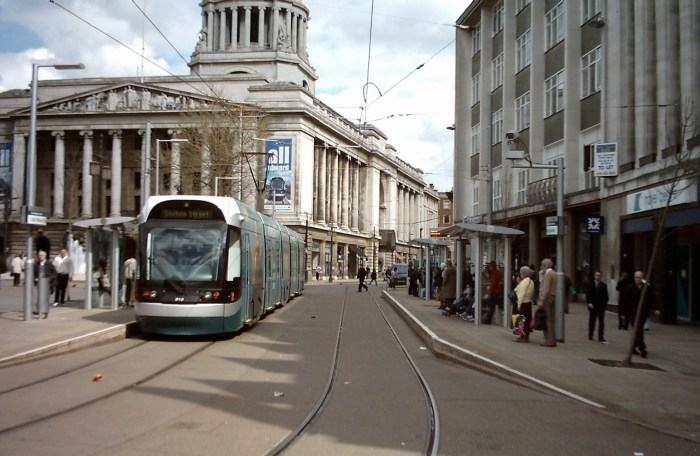
Incentro in Nottingham

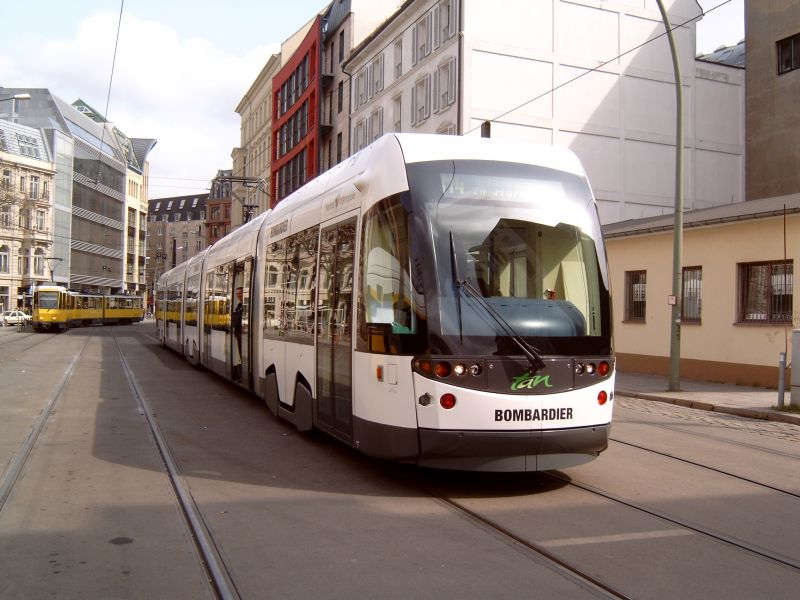
Bombardier Incentro für Nantes auf Vorführfahrt am Hackeschen Markt in Berlin

Der Incentro ist ein von Adtranz ab 1998 entwickeltes 100%-Niederflur-Straßenbahnfahrzeug. Mit dem Erwerb von Adtranz durch Bombardier im Jahr 2001 ging die Fertigung auf Bombardier Transportation über. Dieses Unternehmen vermarktete jedoch aktiv bevorzugt die eigene Flexity-Modellreihe, die vergleichbare Typen enthielt. Die bisher letzten Fahrzeuge wurden 2003 hergestellt und anschließend in das Sortiment der Flexity eingegliedert.

## Allgemeines
Incentro ist eine modular aufgebaute Modellreihe, die Kurzgelenkwagen und Multigelenkwagen enthält. Die Kurzgelenk-Variante gilt als Weiterentwicklung der GTxN/M/S-Fahrzeuge, die Multigelenk-Variante als Weiterentwicklung der Variobahnen des gleichen Herstellers. Das Konzept sieht zwei-, drei-, vier-, fünf- und siebenteilige Wagen in Breiten von 2,30 m, 2,40 m und 2,65 m vor; die Frontteile können individuell konstruiert werden. Die Typenbezeichnung lautet AT x/y (Adtranz Tram x=Anzahl der Radpaare/y=Anzahl der Wagenkastensegmente), Multigelenker mit langen Mittelteilen erhalten den Zusatz „L“. Bisher wurde ausschließlich die fünfteilige Multigelenk-Ausführung produziert.
Straßenbahnen vom Typ Incentro verkehren derzeit in Nantes und stellten den ursprünglichen Fuhrpark von Nottingham Express Transit (inzwischen durch Alstom-Citadis-Fahrzeuge ergänzt). In Nottingham verkehren 15 Incentro-Straßenbahnwagen, die von Bombardier Transportation in Derby (Derbyshire) gebaut wurden. Bei einer Wiederaufnahme der Produktion müssten die Fahrzeuge zur Erfüllung der Norm DIN EN 15227 (2008 veröffentlicht) umkonstruiert werden.
Die Incentro-Fahrzeuge hatten Einfluss auf die Neuentwicklung des Bombardier Flexity Berlin, der 2008 vorgestellt wurde. Auch die 2014 bestellten Bombardier Flexity Wien basieren auf der Incentro Modellreihe.

## Technische Merkmale der Multigelenk-Ausführung
Es handelt sich um einen 100-%-Niederflur-Gelenkwagen bestehend aus fünf Modulen, der für den bi-direktionalen Fahrbetrieb mit bis zu 80 km/h ausgelegt ist. Die Drehgestelle vorn und hinten sind mit jeweils vier gefederten Einzelradantrieben ausgestattet, das mittlere Drehgestell ist antriebslos.
| Datenblatt Incentro   | AT6/5L (Nantes)         | AT6/5 (Nottingham)      |
| --------------------- | ----------------------- | ----------------------- |
| Baujahr               | 2000/2001               | 2002/2003               |
| Anzahl                | 33                      | 15                      |
| Spurweite             | 1435 mm                 | 1435 mm                 |
| Länge                 | 36,40 m                 | 33,00 m                 |
| Breite                | 2,40 m                  | 2,40 m                  |
| Fußbodenhöhe          | 350 mm                  |                         |
| Niederfluranteil      | 100 %                   | 100 %                   |
| Gewicht leer          | 38.900 kg               | 39.300 kg               |
| Sitzplätze            | 64                      | 54+8                    |
| Stehplätze            | 182 (bei 4 Personen/m²) | 129 (bei 4 Personen/m²) |
| Höchstgeschwindigkeit | 80 km/h                 | 80 km/h                 |
| Motorleistung         | 8 × 45 kW               | 8 × 45 kW               |
| Nennspannung          | 750 V=                  | 750 V=                  |
| Achsfolge             | Bo 2 Bo                 | Bo 2 Bo                 |
| Raddurchmesser        | 660 mm (neu)            | 660 mm (neu)            |

## Übernahme der Incentro-Formgestaltung in Japan
Der japanische Hersteller Niigata Transys fertigt seit den 1990er Jahren Kurzgelenkwagen unter Adtranz- und später Bombardier-Lizenz in kleinen Stückzahlen für den japanischen Markt. Für diese Fahrzeuge wurde ab 2002 die Incentro-Wagenkastenform übernommen. Damit entsprechen sie äußerlich den von Bombardier nicht mehr gebauten Incentro-Typen AT 4/2 und AT 6/3. Wegen der Bauart ihrer Fahrwerke und Antriebe (im Wagenkasten längs eingebaute Motoren mit Kardanantrieb zum Drehgestell) werden sie jedoch nicht zum Incentro-, sondern zum GTx-Typ gezählt.

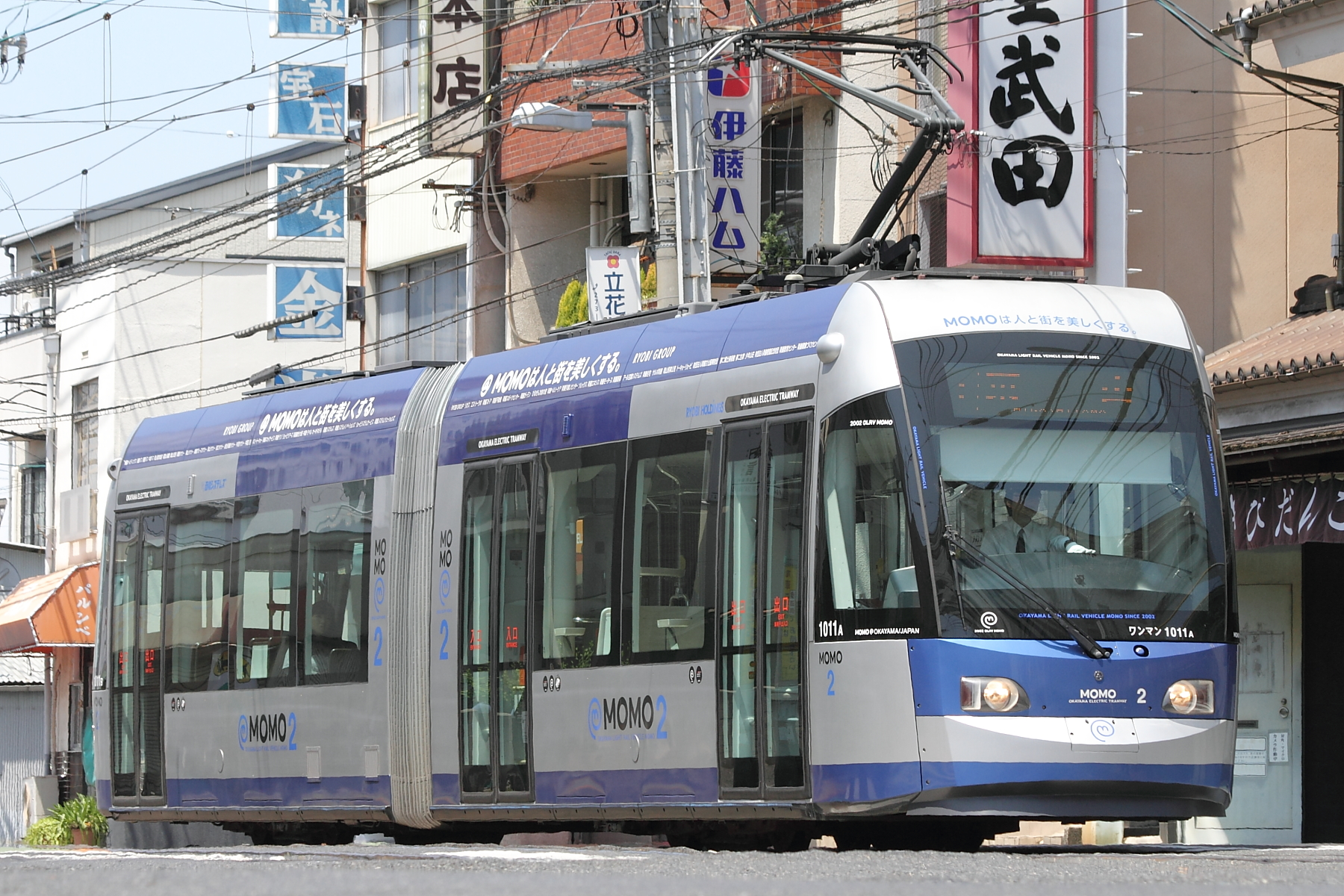
GT4K-Fahrzeug in Okayama
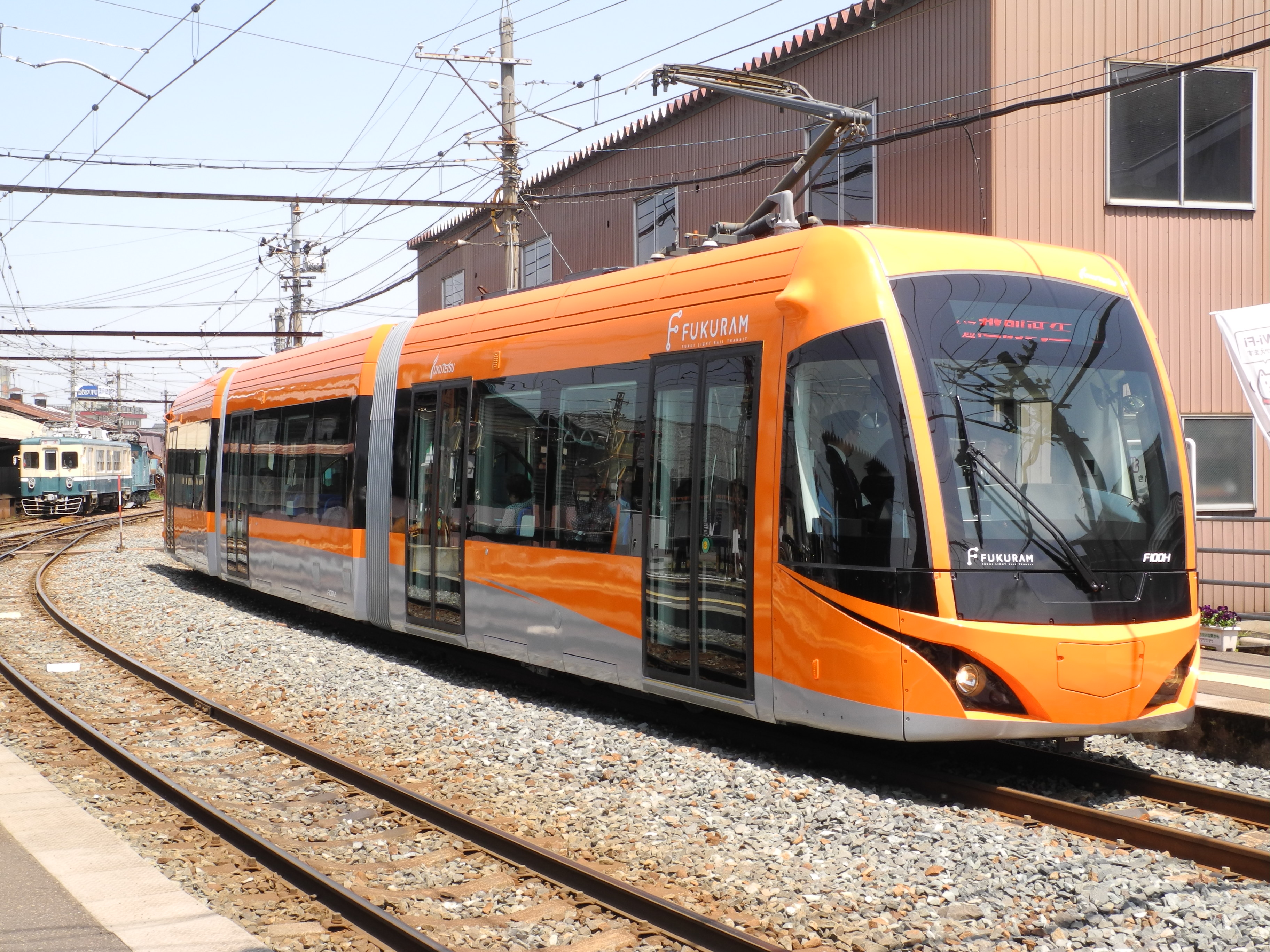
GT6K-Fahrzeug bei der Straßenbahn Fukui–Echizen

## Sonstiges
Der nach Nantes gelieferte Prototyp des Incentro wurde nach der Erprobung als Ersatzteilspender verwendet und teilweise verschrottet. Ein Kopfteil des Fahrzeuges war jahrelang im Filmpark Babelsberg als „Atomic Café“ in die Kulisse der Stuntshow eingebaut, wurde jedoch inzwischen zerlegt.